# Peter Taylor (wioślarz)
Peter Taylor (ur. 3 stycznia 1984 w Lower Hutt) – nowozelandzki wioślarz, brązowy medalista olimpijski, mistrz świata.
Brązowy medalista ze Stormem Uru w dwójce podwójnej wagi lekkiej podczas igrzysk olimpijskich w 2012 roku w Londynie.

## Osiągnięcia
- Mistrzostwa świata – Monachium 2007 – dwójka podwójna wagi lekkiej – 17. miejsce
- Igrzyska olimpijskie – Pekin 2008 – dwójka podwójna wagi lekkiej – 7. miejsce
- Mistrzostwa świata – Poznań 2009 – dwójka podwójna wagi lekkiej – 1. miejsce
- Mistrzostwa świata – Hamilton 2010 – dwójka podwójna wagi lekkiej – 3. miejsce
- Mistrzostwa świata – Bled 2011 – dwójka podwójna wagi lekkiej – 2. miejsce
- Igrzyska olimpijskie – Londyn 2012 – dwójka podwójna wagi lekkiej – 3. miejsce
- Mistrzostwa świata – Chungju 2013 – czwórka bez sternika wagi lekkiej – 2. miejsce
- Mistrzostwa świata – Amsterdam 2014 – czwórka bez sternika wagi lekkiej – 2. miejsce